# محمد ثکیل
محمد ثکیل (انگلیسی: Mohamed Thakil؛ زادهٔ ۱۲ ژوئیهٔ ۱۹۸۶) بازیکن والیبال اهل مصر است.